# Kings-Park-Stadion
Das Kings-Park-Stadion, durch Sponsoring offiziell Hollywoodbets Kings Park, ist ein Rugby- und Fußballstadion im Kings Park Sporting Precinct in der südafrikanischen Stadt Durban. Es stammt aus dem Jahr 1891 und wurde Mitte der 1990er Jahre umfassend renoviert und ausgebaut. Es hat ein Fassungsvermögen von 55.000 Zuschauern und wird hauptsächlich für Rugby- und Fußballspiele genutzt.

## Mannschaften
Das Stadion ist Heimat folgender Mannschaften:
- Sharks in der United Rugby Championship
- Natal Sharks im Currie Cup
- Golden Arrows in der Premier Soccer League
- AmaZulu Durban in der Premier Soccer League bei wichtigen Spielen

## Rugby-Union-Weltmeisterschaft 1995
Die 3. Rugby-Union-Weltmeisterschaft wurde 1995 in Südafrika ausgetragen. Insgesamt fanden im Kings-Park-Stadion drei Spiele aus der Gruppe B statt: am 27. Mai 1995 (England – Argentinien), am 31. Mai 1995 (England – Italien) und am 4. Juni 1995 (England – Samoa).

## Fußball-Afrikameisterschaft 1996
Die 20. Fußball-Afrikameisterschaft fand 1996 in Südafrika statt. Im Kings-Park-Stadion fanden drei Vorrundenspiele, ein Viertelfinalspiel und ein Halbfinalspiel statt.

## Konzerte
Am 15. Oktober 1997 fand im Kings-Park-Stadion das Abschlusskonzert von Michael Jacksons HIStory World Tour mit 45.000 Besuchern statt.
Am 20. Februar 2008 trat Céline Dion im Rahmen ihrer Tournee "Taking Chances Tour" im Kings-Park-Stadion auf.